# Lizzie Holden
Elizabeth Rose Rebecca "Lizzie" Holden (Douglas, 12 september 1997) is een Britse wielrenster van het eiland Man.

## Carrière
Ze rijdt sinds 2023 voor UAE Team ADQ. Hiervoor reed ze twee jaar voor het Spaanse Bizkaia-Durango en vier jaar voor het Britse Drops Cycling Team, dat in 2022 verder ging onder de naam Le Col-Wahoo. In 2018 werd Holden tiende in de tijdrit tijdens de Gemenebestspelen 2018 in Gold Coast, Australië; vier jaar later werd ze vijfde in de tijdrit van de Gemenebestspelen 2022 in Wolverhampton, nabij Birmingham. In 2022 won ze brons op het Brits kampioenschap tijdrijden en in 2023 won ze de nationale titel in de tijdrit.

## Palmares

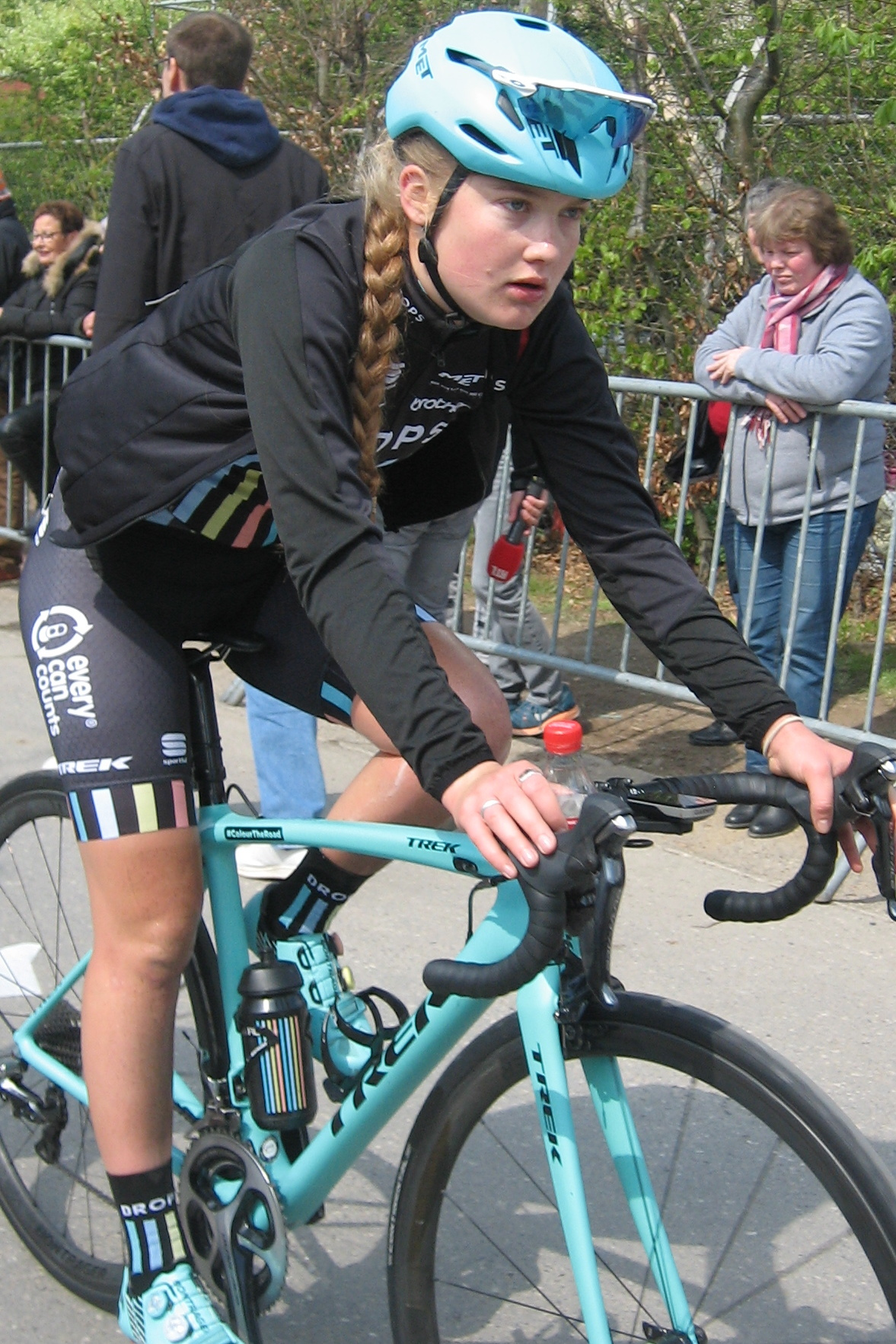
Lizzie Holden bij de Waalse Pijl 2017.

2019
Jongerenklassement Ronde van Toscane
2022
 Brits kampioenschap tijdrijden
2023
 Brits kampioene tijdrijden

#### Resultaten in voornaamste wedstrijden
| Jaar | Gent-Wevelgem | Ronde van Vlaanderen | Parijs-Roubaix | Amstel Gold Race | Luik-Bast.‑Luik | Le Samyn | La Course by Le Tour de France | RideLondon Classique |  | WK op de weg |
| ---- | ------------- | -------------------- | -------------- | ---------------- | --------------- | -------- | ------------------------------ | -------------------- |  | ------------ |
| 2017 |               | opgave               |                |                  |                 | 38e      |                                | 51e                  |  |              |
| 2018 | opgave        | 57e                  |                |                  | opgave          |          | buit.tijd                      | 34e                  |  |              |
| 2019 | 41e           |                      |                |                  |                 |          |                                |                      |  |              |
| 2020 |               |                      |                |                  |                 |          | buit.tijd                      |                      |  |              |
| 2021 |               |                      |                |                  |                 |          | 67e                            |                      |  |              |
| 2022 | 68e           | 21e                  |                | 18e              | 43e             | 29e      |                                |                      |  | 70e          |
| 2023 |               |                      | 30e            | 72e              |                 | 27e      |                                |                      |  | opgave       |
| 2024 |               |                      | opgave         |                  |                 |          |                                |                      |  | opgave       |
| 2025 |               | 72e                  | 66e            |                  |                 |          |                                |                      |  |              |

## Ploegen
- 2017 –  Drops Cycling Team
- 2018 –  Trek-Drops
- 2019 –  Drops Cycling Team
- 2020 –  Bizkaia-Durango
- 2021 –  Bizkaia-Durango
- 2022 –  Le Col-Wahoo
- 2023 –  UAE Team ADQ
- 2024 –  UAE Team ADQ
- 2025 –  UAE Team ADQ

Barnes · Christian · Coleman · Durrell · Duyck · Holden · Massey · Osborne · Park · Parkinson · Payton · Ritter · Shaw · Simpson · Van Twisk · Womersley · Zorzi
Buurman · Christian · Hammes · Holden · Lloyd · Park · Parkinson · Payton · Shaw · Simpson · Van Twisk · Weaver · Wiles
Anderson · E. Barker · M. Barker · Christian · Dickinson · Holden · Lloyd · Lowden · Parkinson · Payton · Redmond · Shaw
Van Agt (vanaf 1/5) · Christian · Van der Duin · Van 't Geloof · Holden · King · Martins · Merino · Moberg · Perkins · Tacey · Towers · Vandenbulcke · Verhulst
al Sayegh · Amialiusik · Baril · Bastianelli (tot 10/7) · Bertizzolo · Bujak · Consonni · Gasparrini · Harvey · Holden · Ivanchenko · Kumięga · Magnaldi · Persico · Tomasi · Trevisi
al Sayegh · Amialiusik · Bertizzolo · Bujak · Carbonari · Consonni · Gasparrini · Gillespie (vanaf 9/6) · Harvey · Holden · Ivanchenko · Kumięga · Magnaldi · Neumanová · Persico · Swinkels · Włodarczyk
al Sayegh · Amialiusik · Bäckstedt · Bertizzolo · Blasi (vanaf 14/5) · Chapman · Gasparrini · Gillespie · Holden · Ivanchenko · Longo Borghini · Magnaldi · Marturano · Neumanová · Persico · van Rooijen · Squiban · Swinkels · Włodarczyk